# Північний (зупинний пункт)
Півні́чний — пасажирський залізничний зупинний пункт Лиманської дирекції Донецької залізниці. До грудня 2014 була у складі Ясинуватської дирекції.
Розташована на північний околиці міста Волноваха у Волноваському районі Донецької області. Обслуговує мікрорайон п'ятиповерхівок так званих трьохсоток. Платформа розташована на лінії Волноваха — Донецьк між станціями Волноваха (2 км) та Велико-Анадоль (9 км).
Через військову агресію Росії на сході Україні транспортне сполучення припинене.